# Fritz Funk (Industrieller)
Fritz Funk (* 31. Dezember 1857 in Bamberg, Bayern; † 14. Oktober 1938 in Baden, Schweiz) war ein schweizerisch-deutscher Industrieller und als Manager am Aufbau des weltweit tätigen Elektrotechnikkonzerns Brown, Boveri & Cie. (heute Asea Brown Boveri) beteiligt.

## Biografie
Funk wurde 1857 als Sohn eines Arztes in Bamberg geboren. Nach einer Banklehre war er von 1886 bis 1891 Leiter eines Holzhandelsgeschäfts. 1888 heiratete er die aus Augsburg stammende Johanna Bischoff.
1891 holte sein Cousin Walter Boveri ihn als Kommanditär und administrativen Leiter der neu gegründeten Brown, Boveri & Cie. nach Baden in die Schweiz. Funk war wesentlich am Ausbau der Firma zum Weltkonzern beteiligt. 1900 wurde er einziger Direktor der in eine Aktiengesellschaft umgewandelten Firma. Von 1906 bis 1934 war er im Verwaltungsrat der Firma, davon seit 1911 als Vizepräsident, nach Boveris Tod seit 1924 als Präsident des Verwaltungsrates.

## Auszeichnungen
- 1916 Ehrenbürger von Baden
- 1927 Ehrendoktor der Universität Basel

## Notizen
1. ↑  Eine Ausstellung aus der Industriegeschichte der Stadt Baden, abgerufen am 14. September 2017
2. ↑  Andreas Steigmeier: Funk, Fritz. In: Historisches Lexikon der Schweiz.

| Personendaten    | Personendaten                         |
| ---------------- | ------------------------------------- |
| NAME             | Funk, Fritz                           |
| KURZBESCHREIBUNG | schweizerisch-deutscher Industrieller |
| GEBURTSDATUM     | 31. Dezember 1857                     |
| GEBURTSORT       | Bamberg, Bayern                       |
| STERBEDATUM      | 14. Oktober 1938                      |
| STERBEORT        | Baden, Schweiz                        |